# HD 55856
HD 55856，又名BD-22 1761，SAO 173247、HR 2733，是一颗恒星，视星等为6.36，位于銀經235.84，銀緯-5.6，其B1900.0坐标为赤經7h 9m 34.6s，赤緯-22° -5.6′ 4″。